# Локомобіль

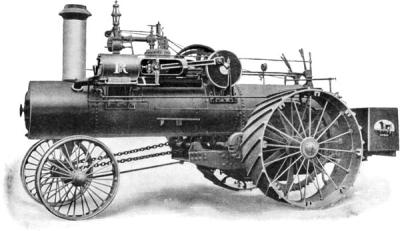
Пересувний локомобіль (рутьєр) із паровим двигуном, 1908

Локомобі́ль (фр. locomobile routière, від лат. locus — «місце» та mobilis — «рухомий») — транспортний засіб або компактний пересувний паровий двигун для сільськогосподарських потреб та вироблення електроенергії у польових умовах.

## Історія
Ранні зразки парових двигунів були надто громіздкими і дорогими для середнього господарства, проте, перший успішний випадок застосування парової енергії для молотарки засвідчено 1799 року в північному Йоркширі. Наступне засвідчене застосування датується 1812 роком, коли Річард Тревітік розробив для сера Крістофера Гокінса з Пробуса (Корнуолл, Велика Британія) першу «півпортативну» парову машину для сільськогосподарського використовування («комірну машину»). То була машина високого тиску, з вогнетрубним котлом; вона використовувалася для урухомлення молотарки, виявившись дешевше за раніше використовуваних коней. Машина Тревітіка була настільки вдалою, що пропрацювала майже 70 років, і нині зберігається в лондонському Музеї науки. Вона називалася «півпортативною» (semi-portable), оскільки її перевозили й установлювали на новому місці без розбирання, тим не менш, такі машини ще залишалися стаціонарними. Їх використовували для урухомлення насосів, молоткових дробарок, кісткодробарок, січкарень і ріпорізок, стаціонарних і мобільних молотильних апаратів.
Перша по-справжньому портативна парова машина, яку можна вважати справжнім локомобілем, з'явилася близько 1839 року, уможлививши застосування парової енергії за межами господи. Вільям Таксфорд з Бостона в Лінкольнширі розпочав виробництво машин з котлом паровозного типу, оснащеним горизонтальними димогарними трубами. Єдиний циліндр і колінвал були встановлені на верху котла, а вся конструкція стояла на колісному шасі: передні колеса споряджалися шворнем і дишлем для перевезення локомобіля кіньми. На колінвалі встановлювалися великий маховик і шків з приводним пасом.
У 1859 році англійський фермер Томас Авелінг удосконалив локомобіль компанії Clayton & Shuttleworth, зробивши його саморушним. Переробка полягала у встановленні ланцюгової передачі між колінвалом і задньою віссю. Отже, Авелінг вважається батьком «саморушного локомобіля» або «рутьє́ра» (фр. routier).
У Російській імперії виробництво локомобілів почалося у 1870-х. До 1878 було збудовано 151 машину. На початок XX століття у Російській імперії було вироблено понад 200 локомобілів. Локомобілі випускали такі підприємства:
- Людиновський машинобудівний завод спілки Мальцевських заводів (З 1870-х до 1942 та після 1945 року. До 1908 виробництво було невелике, але потім почали виробляти більш вдосконалені моделі і завод став лідером локомобілебудування) — випускались пересувні і стаціонарні машини (1931 розроблено модель СК-5 потужністю 500 к. с.).
- Коломенський завод (з 1882 до 1926) — усі типу «рутьєр», тобто пересувні, саморушні.
- Верх-Ісетський завод
- Чорноморський завод у м. Миколаїв
- Брянський завод

За часів Радянського Союзу додались:
- Херсонський завод сільгосптехніки ім. Петровського (з 1935 до 1942, після 1945)
- Завод «Червоний металіст» у м. Дніпропетровськ (з 1937 до 1940)
- Сизраньський локомобільний завод (після 1945)
- Могильовський локомобільний завод (після 1945).

Локомобілі широко застосовувались у період парової енергетики та до електрифікації села. В СРСР локомобілі вироблялися на Людиновському локомобільному заводі до 1960-х, коли виробництво припинили через малу економічність.

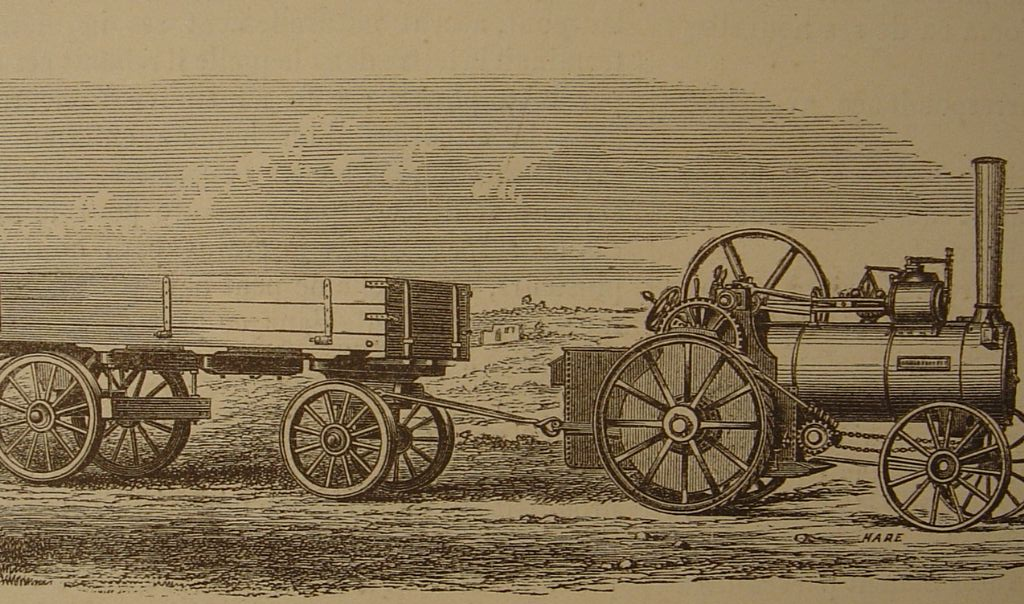
Звичайний локомобіль-рутьєр, 1872.
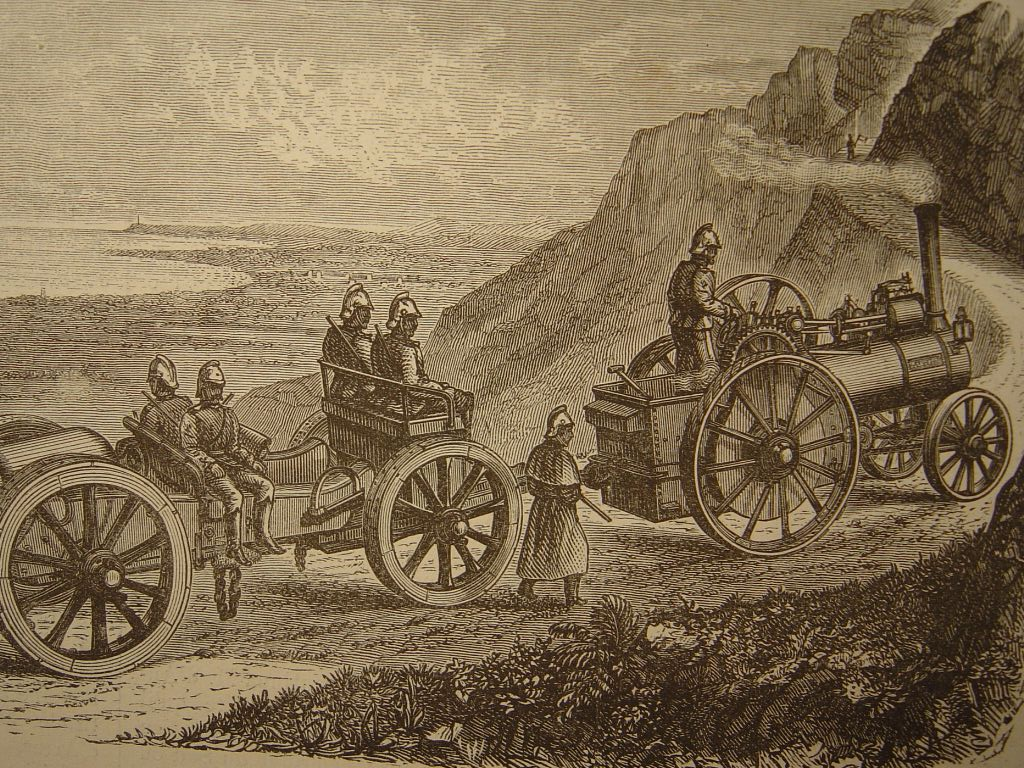
Локомобіль, який тягне гармату, 1872.
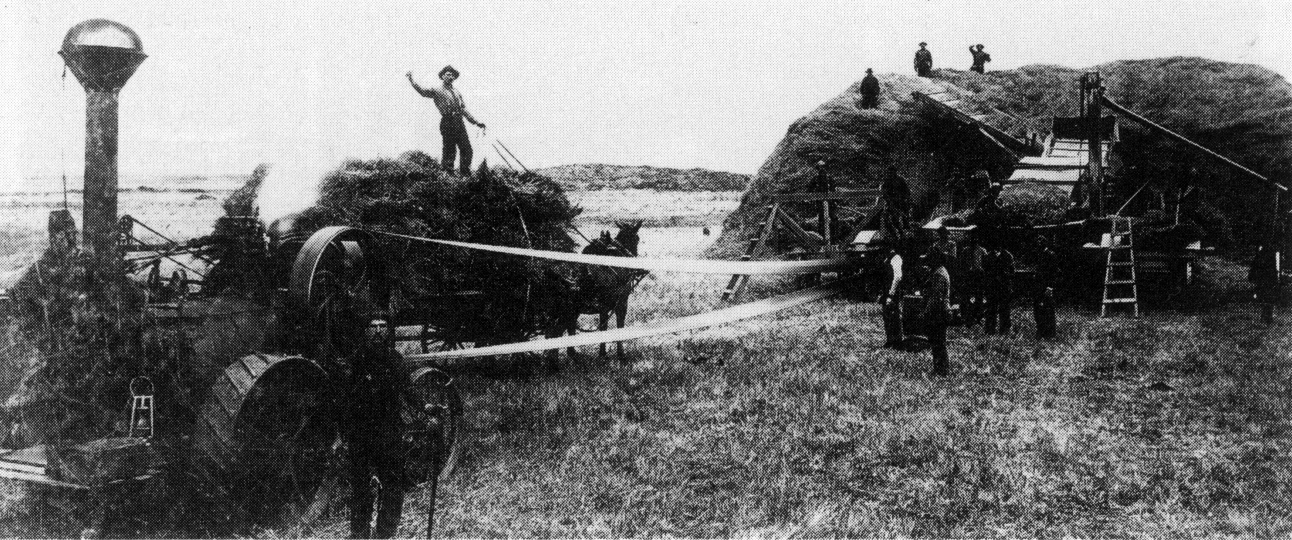
Локомобіль у сільському господарстві Міннесоти, США, 1882.
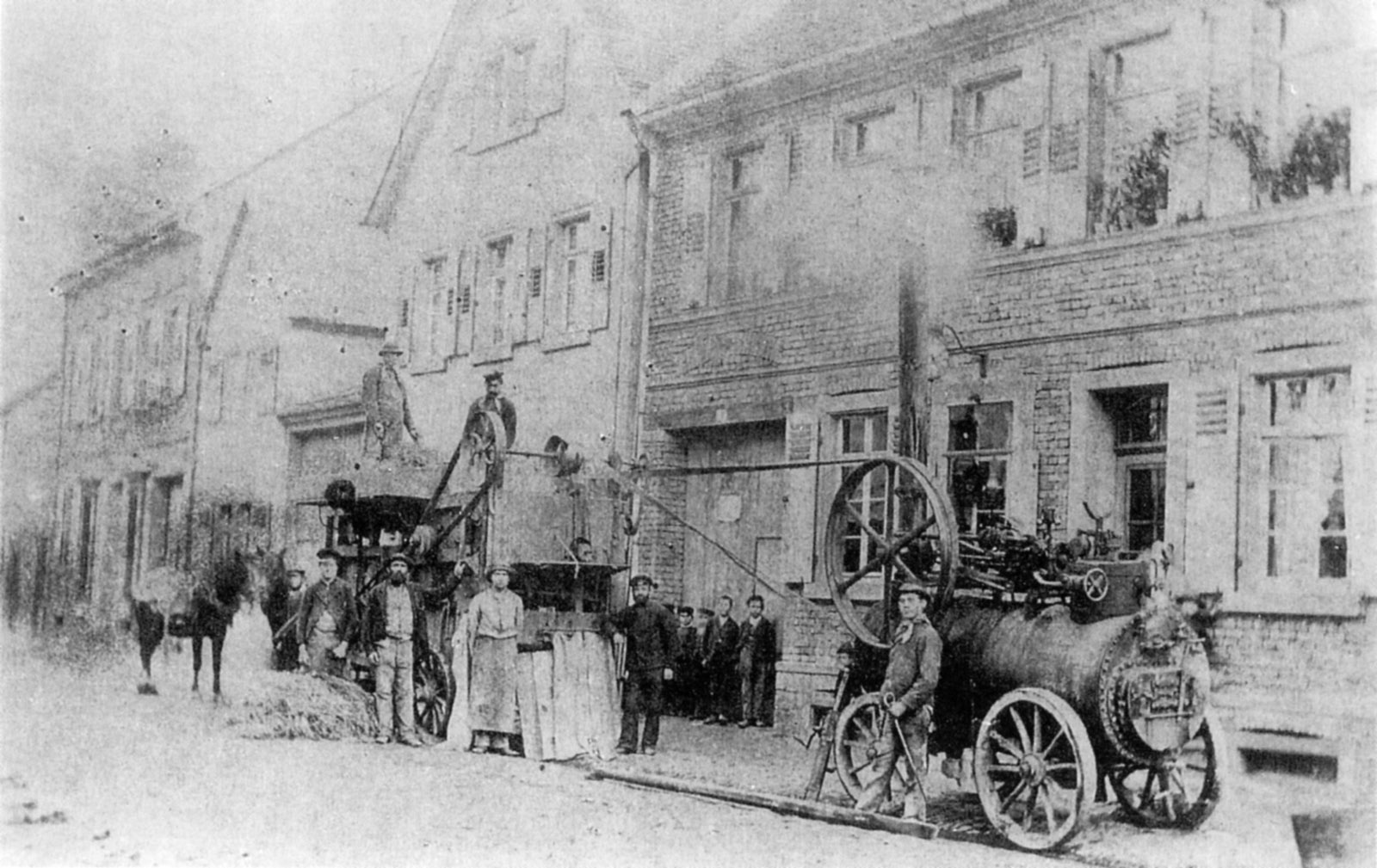
Локомобіль забезпечує роботу молотарки, м. Грос-Герау, Німеччина, 1895.
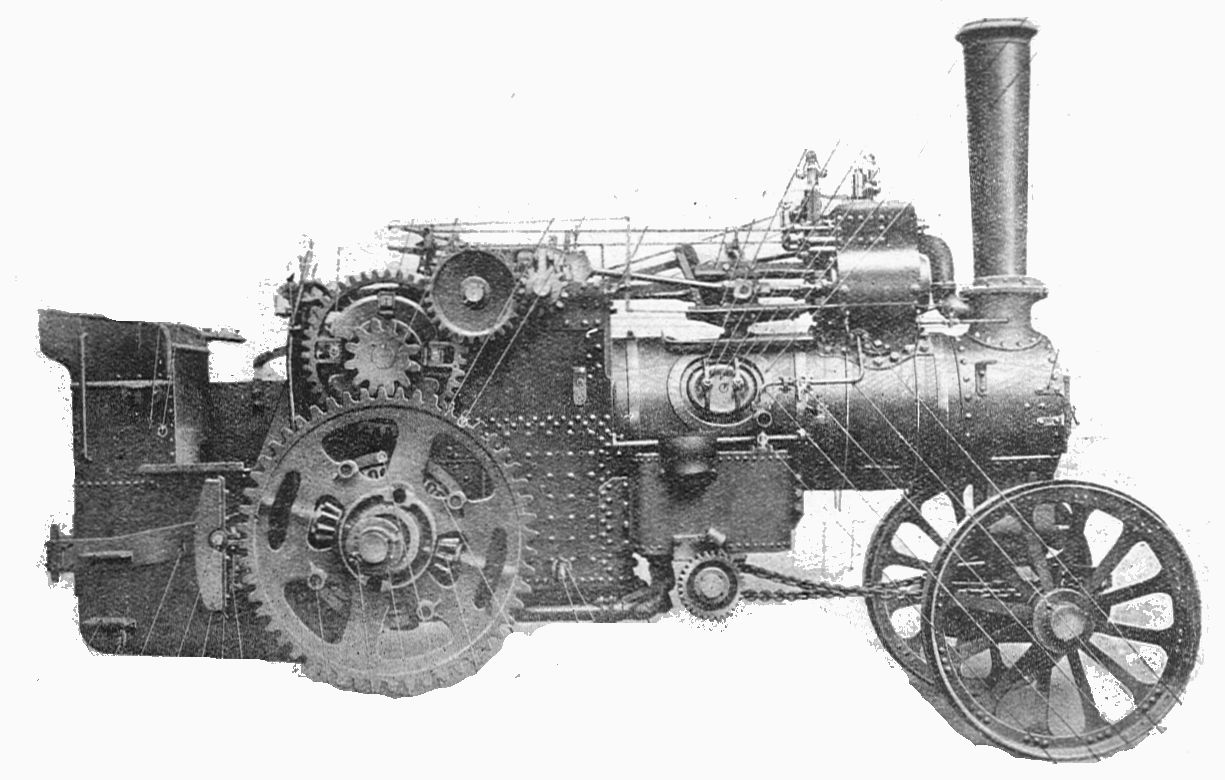
Локомобіль виробництва Fowler зі знятими задніми колесами, Велика Британія, 1911.
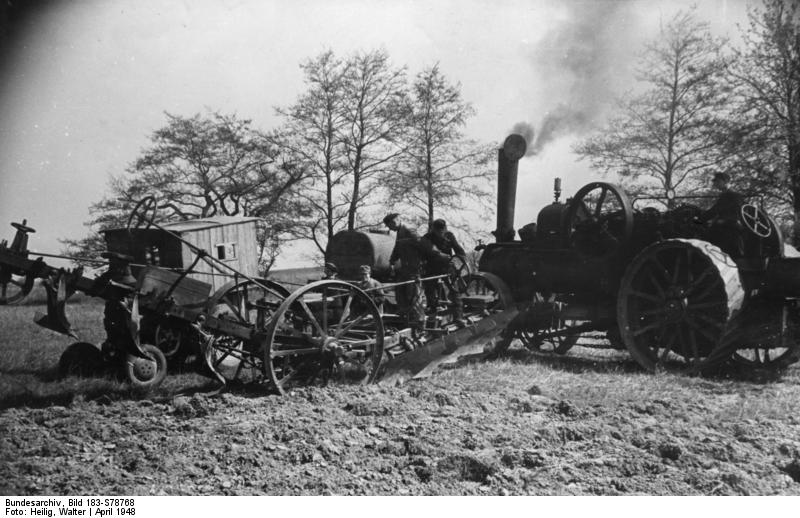
Паровий плуг в дії у сільському господарстві, 1948.
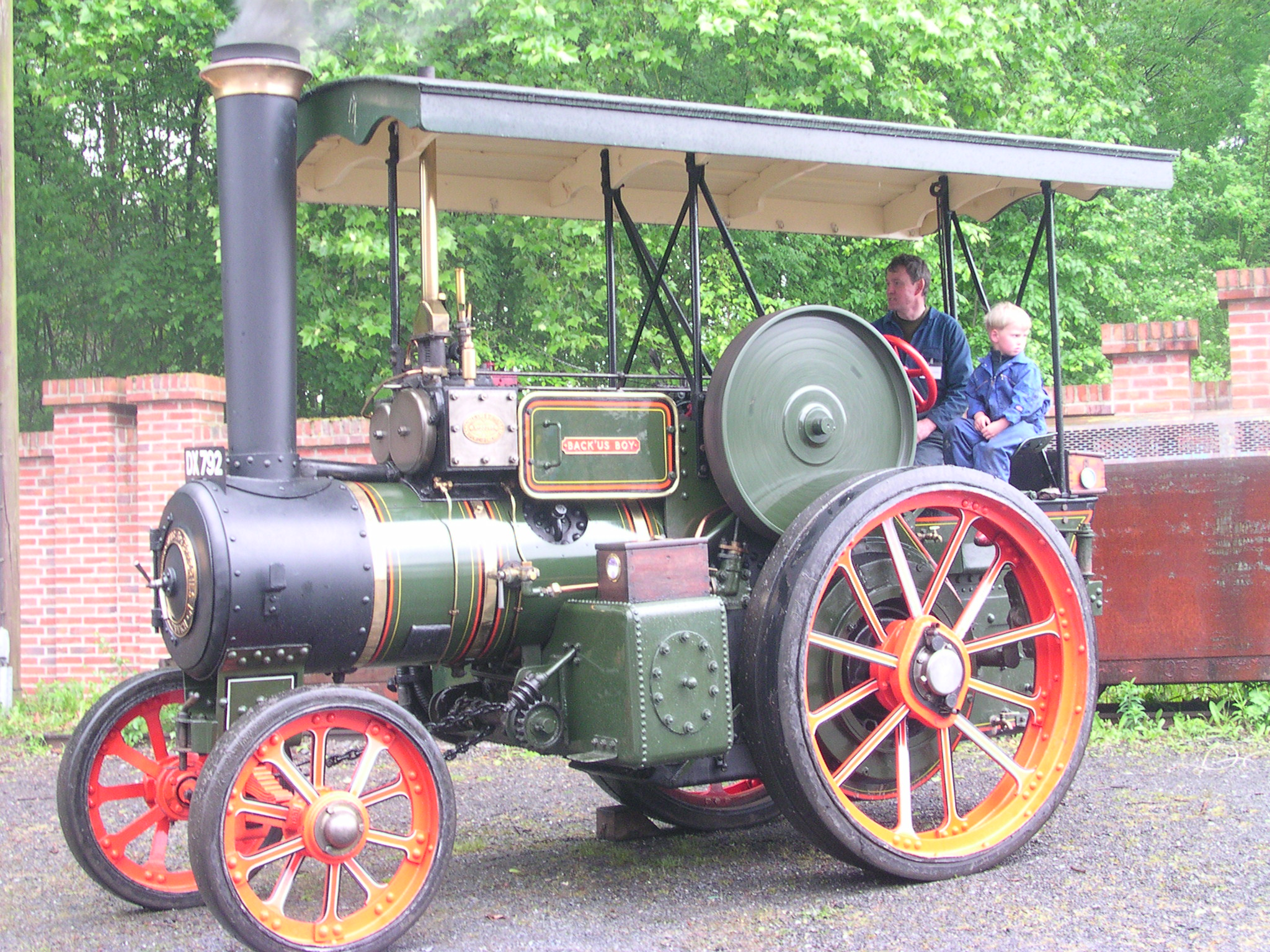
Локомобіль на фестивалі в Бохумі, Німеччина, 2007.
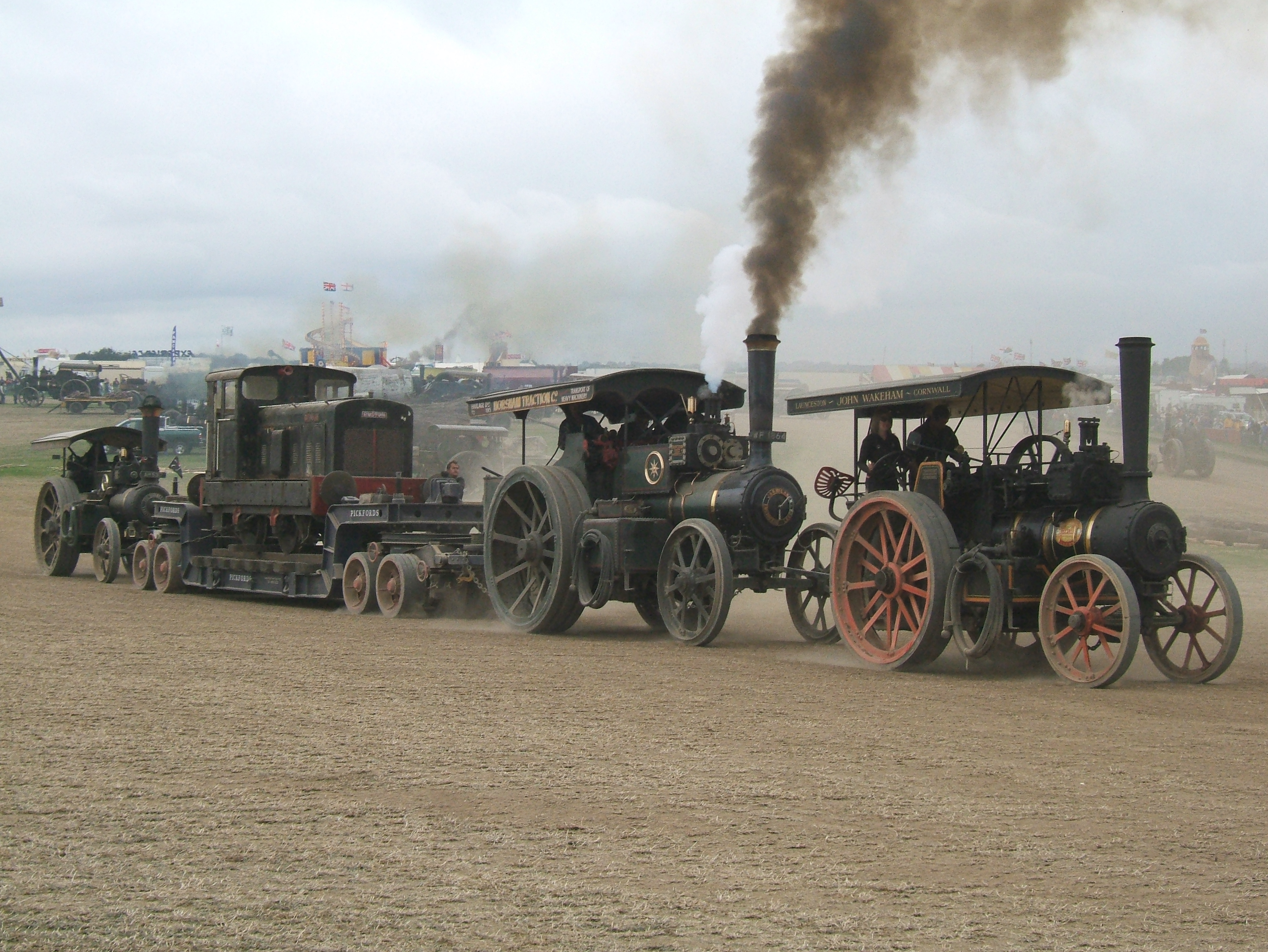
Локомобілі на шоу в Дорсеті, Велика Британія, 2007.
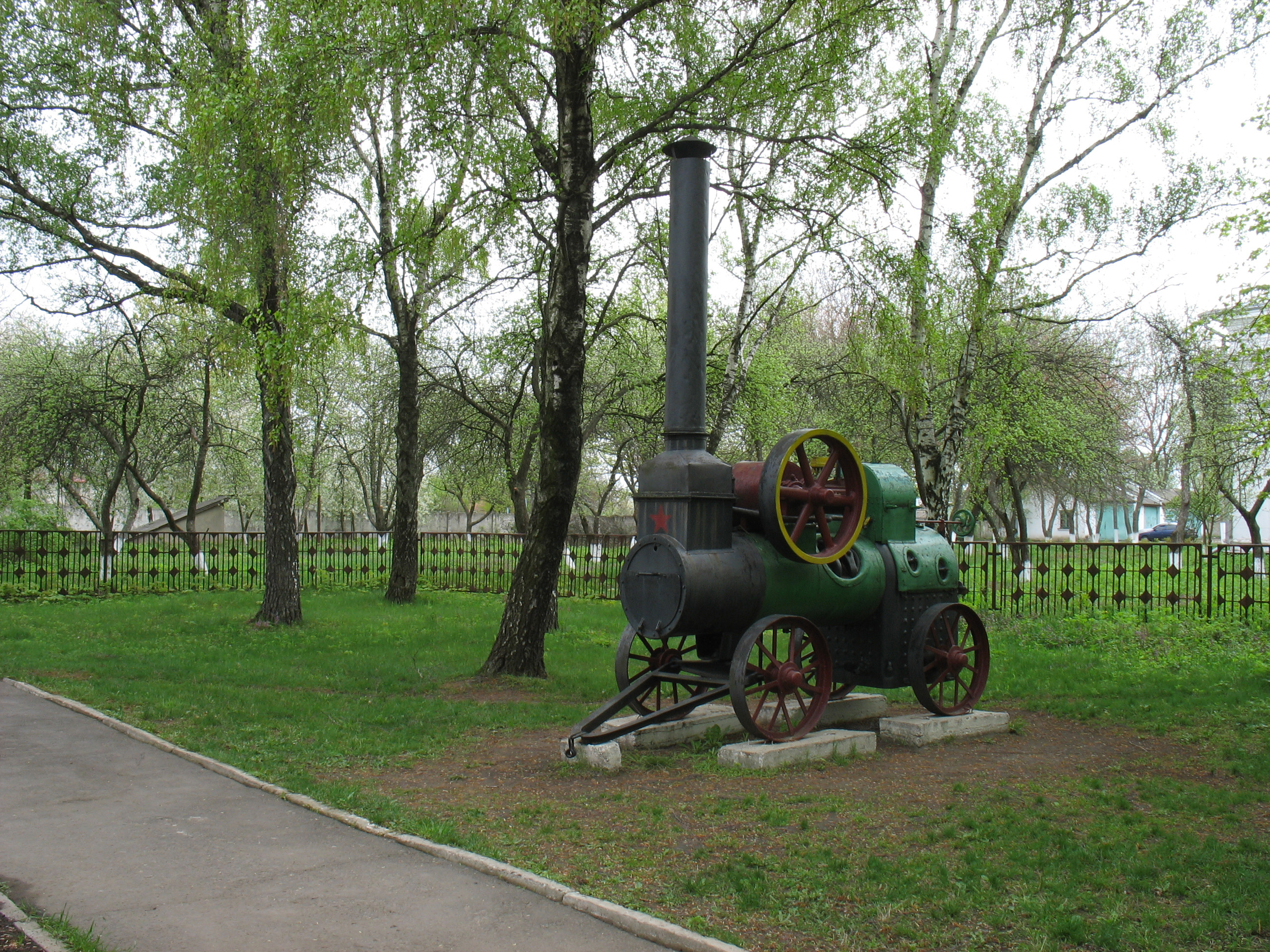
Локомобіль. Диканька. Україна. Початок ХХ ст.

## Види
- Пересувні локомобілі мали котел паровозного типу із потужністю двигуна 8,5-55 кВт (12-75 к.с.). Вони працювали від насиченої або перегрітої пари під тиском 1-1,2 Мн/м² (10-12 кгс/см²) із вихлопом в атмосферу. Основна галузь застосування — сільське господарство.
- Стаціонарні локомобілі призначені для невеликих промислових підприємств та зазвичай є приводом генераторів електричного струму. Котли таких локомобілів мають циліндричну топку та висувну систему димогарних труб. Тиск перегрітої пари близько 1,5 Мн/м² (15 кгс/см²), потужність машин 90-580 кВт (125—800 к.с.)

## Паливо
Паливом для локомобілів можуть бути різні відходи (тирса, костра, тріски, лушпиння), місцеве паливо (дрова, торф, солома та ін.) або вугілля, мазут.

## Переваги і недоліки
Переваги:
- надійність,
- невимогливість до якості води та палива,
- великий термін експлуатації,
- простота монтування на місці.

Недоліки:
- низька економічність
- велика металоємність.

## Сучасні локомобілі
У 21-му столітті поняття «локомобіль» застосовують до транспортних засобів, призначених для руху автомобільними дорогами і залізницями. Для цього транспортний засіб дообладнують спеціальними напрямними або спеціальними колесами для пересування рейками, шасі може бути трактором або вантажним автомобілем.
Наприклад, в Україні випускаються локомобілі на платформі тракторів Харківського виробництва ХТА-220 або в Німеччині на базі повнопривідних «Унімогів» концерну Даймлер.

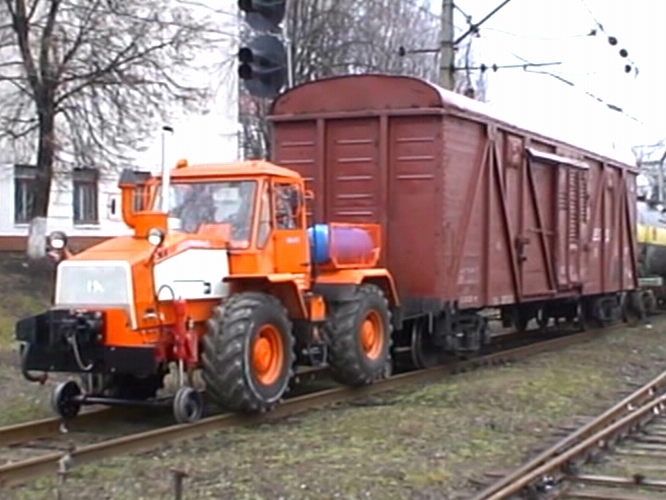
Мотовоз маневровий ММТ-2 на базі трактора ХТА-220 «Слобожанець».
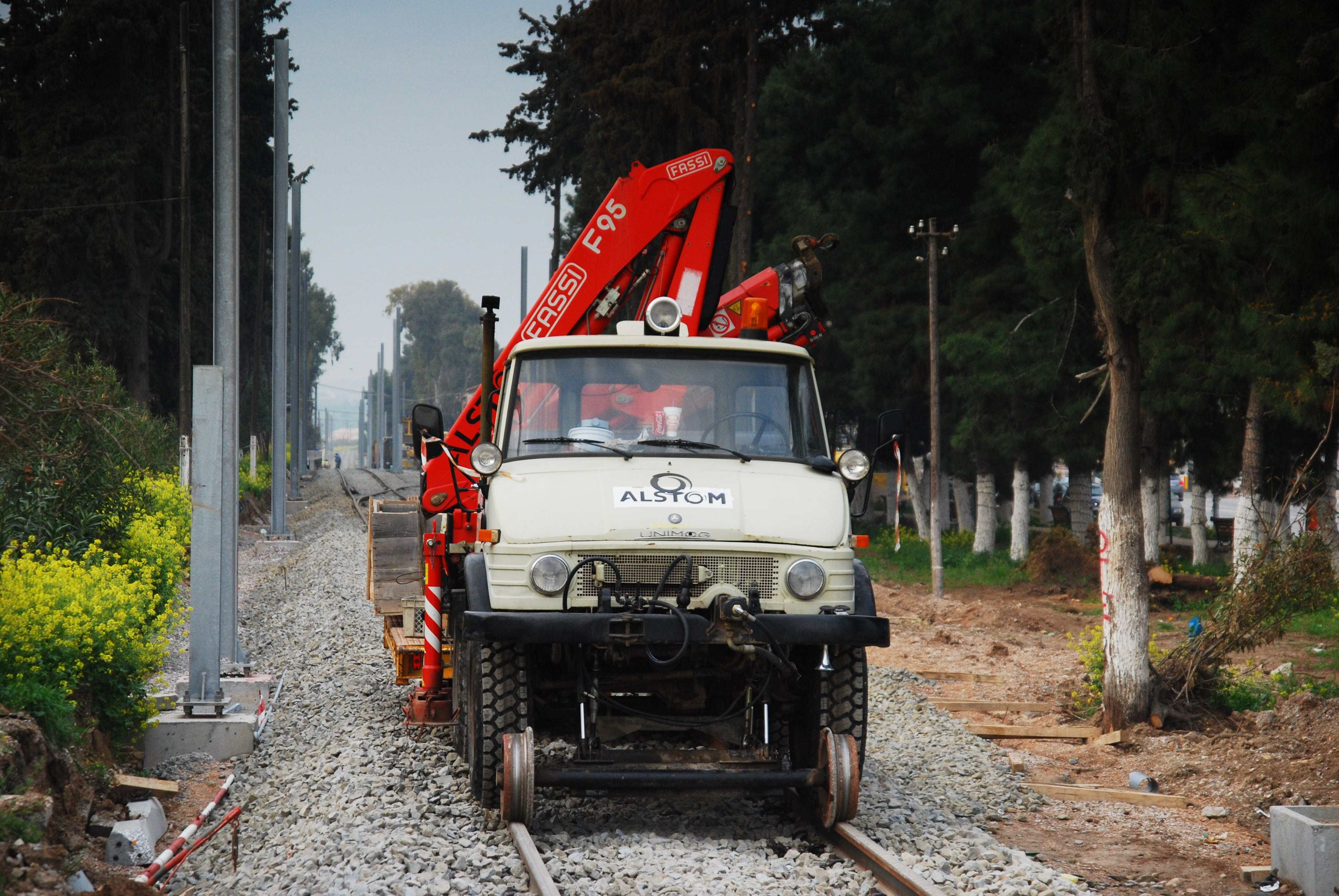
«Унімог».
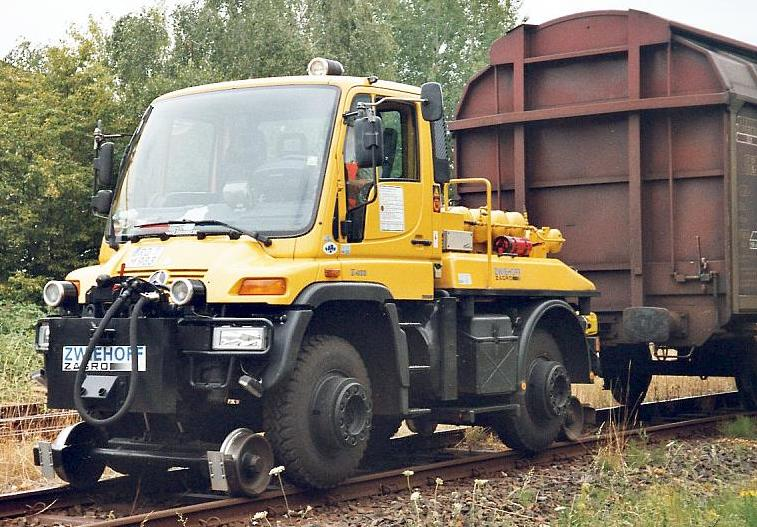
«Унімог» як локомотив.
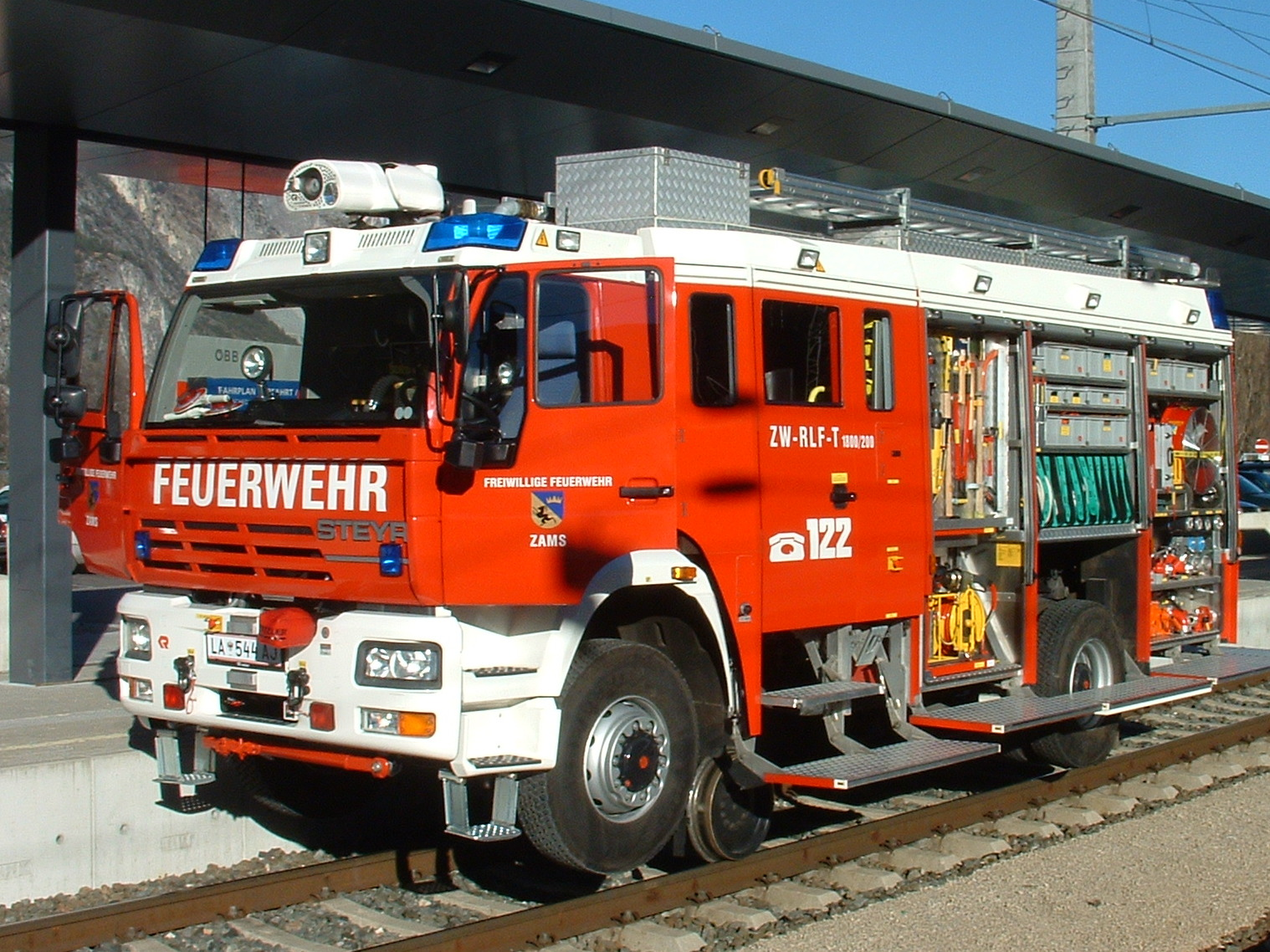
Пожежний автомобіль, Німеччина, 2004.
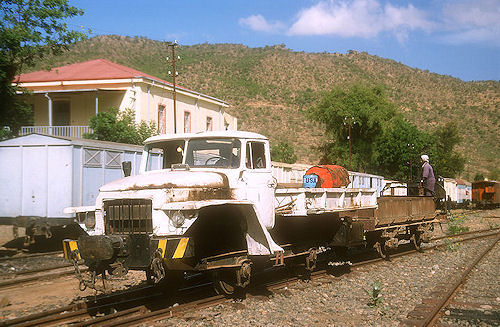
Перероблений Урал в Еритреї, 2004.
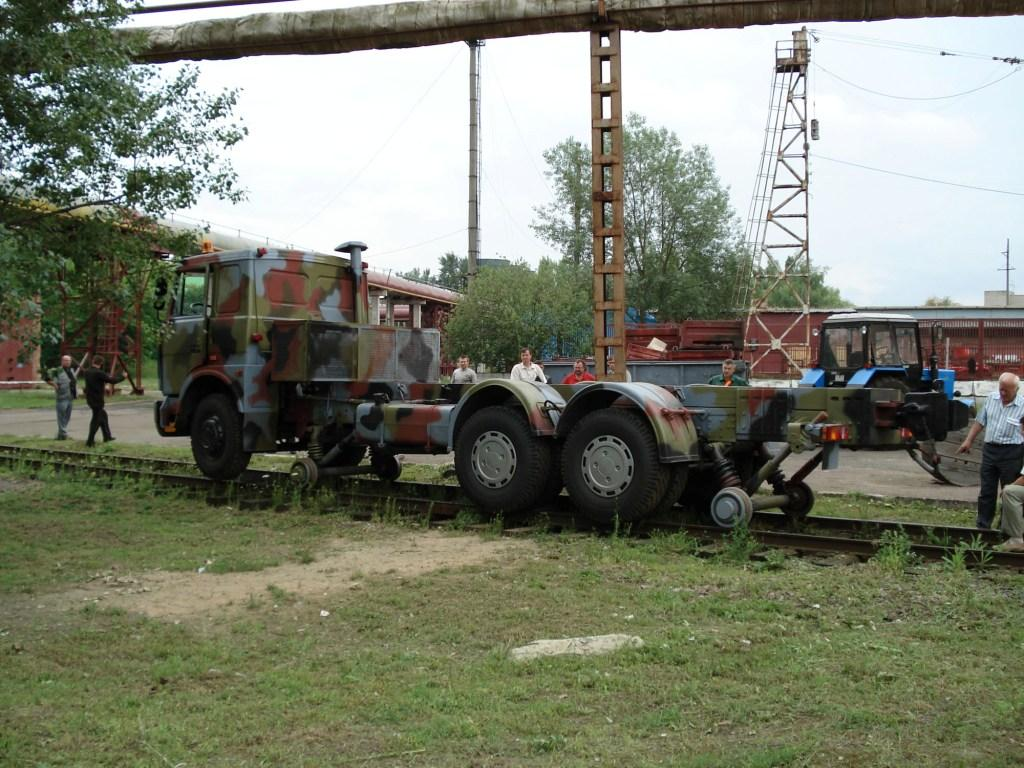
Локомобіль МАЗ Транспортних військ Збройних сил Білорусі, 2007.

## Цікаві факти
- Під час Російсько-Турецької війни 1877—1878 в Російській імперії була сформована військова частина у складі 12 вугільних рутьєрів британського та російськоімперського виробництва. Локомобілі працювали у транспортуванні важкої артилерії, розвантаженні вагонів (один був з краном) та електростанціями. Пізніше рутьєри були направлені у Баку, де були перероблені на роботу із мазутом, та відправлені на війну із текінцями.